# 하자라어

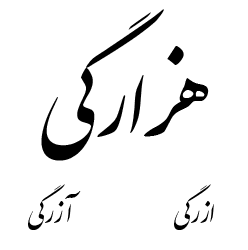

하자라어 또는 하자라 방언(페르시아어: هزارگی)는 페르시아어의 방언으로 아프가니스탄과 파키스탄의 하자라족들이 쓰는 언어이다. 표준 페르시아어와 하자라어는 많은 차이가 있으며 악센트에서도 다르다. 그리고 투르크어족과 몽골어족에서 많은 차용어를 들여왔다.

## 지역
하자라어는 중부 아프가니스탄과 이란 북동부, 파키스탄의 일부 지역(퀘타와 같은), 타지키스탄에서 언어 사용자를 찾을 수 있다.

## 같이 보기
- 하자라족
- 페르시아어